# Europapokal der Landesmeister 1968/69

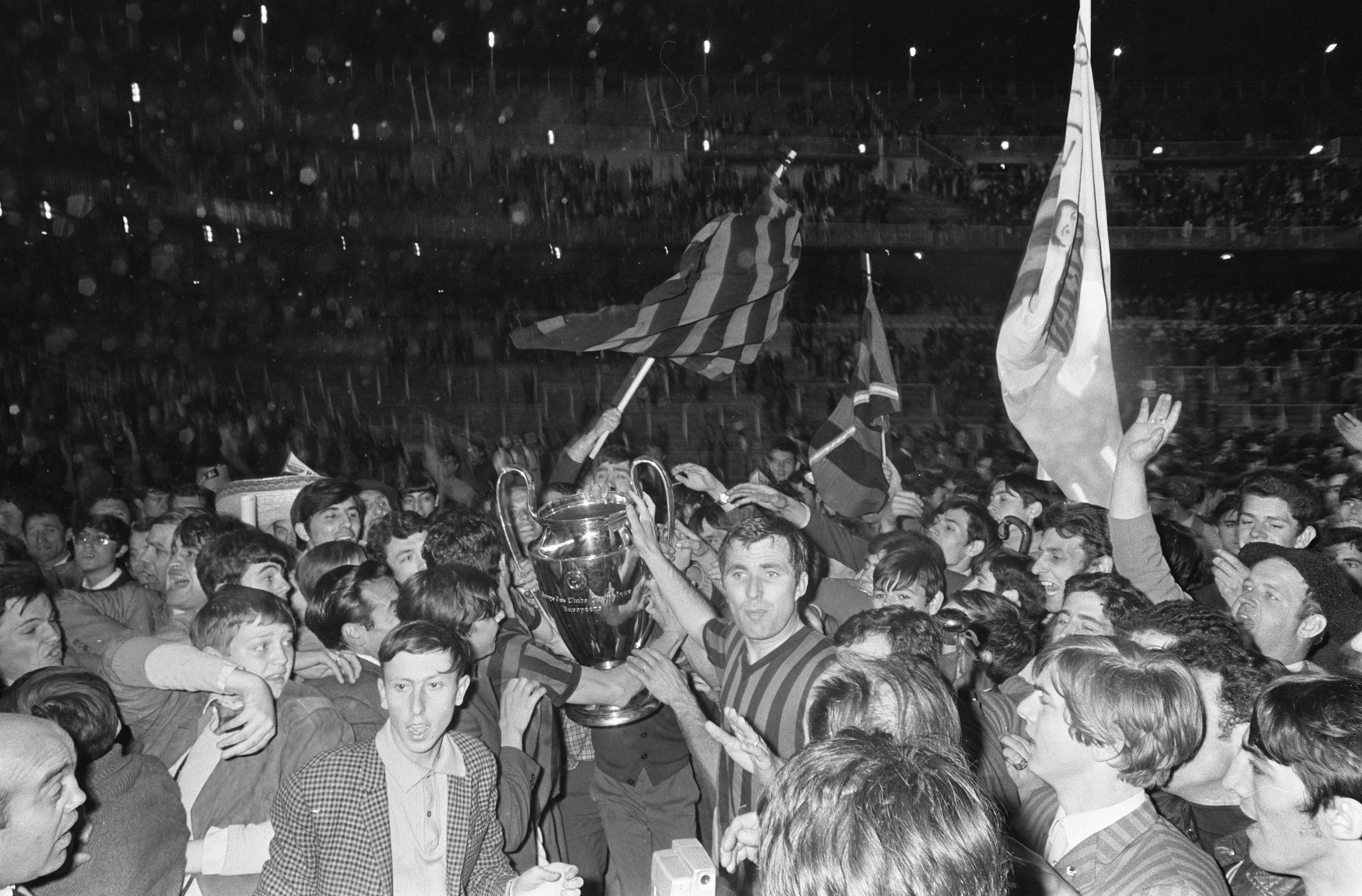
Die Mannschaft der AC Mailand feiert mit Anhängern den Gewinn des Europapokals der Landesmeister 1968/69

Der Europapokal der Landesmeister 1968/69 war die 14. Auflage des Wettbewerbs. 32 Klubmannschaften nahmen teil, darunter 31 Landesmeister der vorangehenden Saison und mit Manchester United der Titelverteidiger.
Die Teilnehmer spielten im reinen Pokalmodus mit (bis auf das Finale) Hin- und Rückspielen um die Krone des europäischen Vereinsfußballs. Bei Gleichstand entschied die Auswärtstorregel. Führte auch die Anwendung dieser Regel zu keiner Entscheidung, gab es ein Entscheidungsspiel auf neutralem Platz. Eine Neuerung in dieser Saison war, dass erstmals alle Hin- und Rückspiele der ersten Runde am jeweils selben Tag ausgetragen wurden.
Angesichts der Ereignisse des Prager Frühlings weigerten sich die westeuropäischen Verbände, ihre Vertreter gegen die Mannschaften der an der Niederschlagung beteiligten Ostblockstaaten antreten zu lassen. Die UEFA beugte sich schließlich dem Druck und erklärte entgegen ihren Statuten die Auslosung der ersten Runde für ungültig. Eine unter Ausschluss der Öffentlichkeit durchgeführte Neuansetzung (diese erfolgte am 30. August in Zürich) sah ausschließlich Spiele der betreffenden Ostblockstaaten untereinander vor, woraufhin deren Verbände ihre Teilnahme am Wettbewerb aus Protest zurückzogen. Von dieser Maßnahme betroffen waren Dynamo Kiew (Sowjetunion), FC Carl Zeiss Jena (DDR), Ruch Chorzów (Polen), Ferencváros Budapest (Ungarn) und Lewski Sofia (Bulgarien). Vom reduzierten Teilnehmerfeld profitierten in der zweiten Runde der AC Mailand und Benfica Lissabon, die jeweils kampflos ins Viertelfinale einzogen.
Das Finale fand am 28. Mai 1969 im Estadio Santiago Bernabéu von Madrid vor 31.782 Zuschauern statt. Der AC Mailand gewann mit einem 4:1-Sieg über Ajax Amsterdam zum zweiten Mal nach 1963 den Pokal. Torschützenkönig wurde Denis Law von Manchester United mit neun Treffern.

## 1. Runde

### Ursprüngliche Auslosung
|                      | Gesamt |                       | Hinspiel | Rückspiel |
| -------------------- | ------ | --------------------- | -------- | --------- |
| Waterford FC         | -      | Manchester United     |          |           |
| RSC Anderlecht       | -      | Glentoran FC          |          |           |
| Rosenborg Trondheim  | -      | SK Rapid Wien         |          |           |
| Real Madrid          | -      | AEL Limassol          |          |           |
| 1. FC Nürnberg       | -      | Ajax Amsterdam        |          |           |
| Valur Reykjavík      | -      | Benfica Lissabon      |          |           |
| Manchester City      | -      | Fenerbahçe Istanbul   |          |           |
| FC Floriana          | -      | Lahden Reipas         |          |           |
| AEK Athen            | -      | Jeunesse Esch         |          |           |
| FC Carl Zeiss Jena   | -      | Roter Stern Belgrad   |          |           |
| Ferencváros Budapest | 1- 1   | Celtic Glasgow        |          |           |
| Lewski Sofia         | 1- 1   | AC Mailand            |          |           |
| FC Zürich            | 1- 1   | Dynamo Kiew           |          |           |
| Spartak Trnava       | 1- 1   | Malmö FF              |          |           |
| Steaua Bukarest      | 1- 1   | Akademisk BK Gladsaxe |          |           |
| AS Saint-Étienne     | 1- 1   | Ruch Chorzów          |          |           |

### Wiederholte Auslosung mit Einteilung in Ost und West
Die Hinspiele fanden am 18. September, die Rückspiele am 26. September/2. Oktober 1968 statt.
|                      | Gesamt |                        | Hinspiel | Rückspiel |
| -------------------- | ------ | ---------------------- | -------- | --------- |
| Waterford FC         | 02:10  | Manchester United      | 1:3      | 1:7       |
| RSC Anderlecht       | 5:2    | Glentoran FC           | 3:0      | 2:2       |
| Rosenborg Trondheim  | 4:6    | SK Rapid Wien          | 1:3      | 3:3       |
| Real Madrid          | 12:00  | AEL Limassol           | 6:0      | 6:0       |
| 1. FC Nürnberg       | 1:5    | Ajax Amsterdam         | 1:1      | 0:4       |
| Valur Reykjavík      | 1:8    | Benfica Lissabon       | 0:0      | 1:8       |
| Manchester City      | 1:2    | Fenerbahçe Istanbul    | 0:0      | 1:2       |
| FC Floriana          | 1:3    | Lahden Reipas          | 1:1      | 0:2       |
| AEK Athen            | 5:3    | Jeunesse Esch          | 3:0      | 2:3       |
| FC Carl Zeiss Jena 2 | -      | Roter Stern Belgrad    |          |           |
| Malmö FF             | 3:5    | AC Mailand             | 2:1      | 1:4       |
| AS Saint-Étienne     | 2:4    | Celtic Glasgow         | 2:0      | 0:4       |
| Steaua Bukarest      | 3:5    | Spartak Trnava         | 3:1      | 0:4       |
| FC Zürich            | 3:4    | Akademisk BK Gladsaxe  | 1:3      | 2:1       |
| Dynamo Kiew 2        | -      | Ruch Chorzów 2         |          |           |
| Lewski Sofia 2       | -      | Ferencváros Budapest 2 |          |           |

## 2. Runde
Ein Freilos erhielten:
- AC Mailand
- Benfica Lissabon

Die Hinspiele fanden am 13./20. November, die Rückspiele am 27./28. November/4. Dezember 1968 statt.
|                   | Gesamt    |                       | Hinspiel | Rückspiel |
| ----------------- | --------- | --------------------- | -------- | --------- |
| AEK Athen         | 2:0       | Akademisk BK Gladsaxe | 0:0      | 2:0       |
| Ajax Amsterdam    | 4:0       | Fenerbahçe Istanbul   | 2:0      | 2:0       |
| Manchester United | 4:3       | RSC Anderlecht        | 3:0      | 1:3       |
| Celtic Glasgow    | 6:2       | Roter Stern Belgrad   | 5:1      | 1:1       |
| Lahden Reipas     | 02:16     | Spartak Trnava        | 1:9      | 1:7       |
| SK Rapid Wien     | (a)2:2(a) | Real Madrid           | 1:0      | 1:2       |

## Viertelfinale
Die Hinspiele fanden am 12./26. Februar, die Rückspiele vom 19. Februar bis zum 12. März 1969 statt.
|                   | Gesamt |                  | Hinspiel | Rückspiel |
| ----------------- | ------ | ---------------- | -------- | --------- |
| Ajax Amsterdam    | 4:4    | Benfica Lissabon | 1:3      | 3:1       |
| AC Mailand        | 1:0    | Celtic Glasgow   | 0:0      | 1:0       |
| Manchester United | 3:0    | SK Rapid Wien    | 3:0      | 0:0       |
| Spartak Trnava    | 3:2    | AEK Athen        | 2:1      | 1:1       |

### Entscheidungsspiel
Das Spiel fand am 5. März 1969 statt.
|                | Ergebnis  |                  |
| -------------- | --------- | ---------------- |
| Ajax Amsterdam | 3:0 n. V. | Benfica Lissabon |

## Halbfinale
Die Hinspiele fanden am 13./23. April, die Rückspiele am 24. April/15. Mai 1969 statt.
|                | Gesamt |                   | Hinspiel | Rückspiel |
| -------------- | ------ | ----------------- | -------- | --------- |
| Ajax Amsterdam | 3:2    | Spartak Trnava    | 3:0      | 0:2       |
| AC Mailand     | 2:1    | Manchester United | 2:0      | 0:1       |

## Finale
| AC Mailand                                              | AC Mailand | Ajax Amsterdam | Ajax Amsterdam |
| ------------------------------------------------------- | --- | --- | -------------- |
| AC Mailand                                              | \| Finale \| \| 28. Mai 1969 in Madrid (Estadio Santiago Bernabéu) \| \| Ergebnis: 4:1 (2:0) \| \| Zuschauer: 31.782 \| \| Schiedsrichter: José María Ortiz de Mendíbil ( Spanien) \|                                      | \| Finale \| \| 28. Mai 1969 in Madrid (Estadio Santiago Bernabéu) \| \| Ergebnis: 4:1 (2:0) \| \| Zuschauer: 31.782 \| \| Schiedsrichter: José María Ortiz de Mendíbil ( Spanien) \|                                               | Ajax Amsterdam |
| AC Mailand                                              | Fabio Cudicini – Angelo Anquilletti, Karl-Heinz Schnellinger – Roberto Rosato, Saul Malatrasi, Giovanni Trapattoni – Kurt Hamrin, Giovanni Lodetti, Angelo Sormani, Gianni Rivera , Pierino Prati Cheftrainer: Nereo Rocco | Gert Bals – Wim Suurbier (46. Bennie Muller), Barry Hulshoff, Velibor Vasović, Theo van Duivenbode – Ton Pronk, Henk Groot (46. Klaas Nuninga) – Sjaak Swart, Inge Danielsson, Johan Cruyff, Piet Keizer Cheftrainer: Rinus Michels | Ajax Amsterdam |
| AC Mailand                                              | 1:0 Pierino Prati (8.) 2:0 Pierino Prati (40.) 3:1 Angelo Sormani (67.) 4:1 Pierino Prati (75.) | 2:1 Velibor Vasović (60., Elfmeter) | Ajax Amsterdam |
| Finale                                                  | | |                |
| 28. Mai 1969 in Madrid (Estadio Santiago Bernabéu)      | | |                |
| Ergebnis: 4:1 (2:0)                                     | | |                |
| Zuschauer: 31.782                                       | | |                |
| Schiedsrichter: José María Ortiz de Mendíbil ( Spanien) | | |                |

## Beste Torschützen
| Rang | Spieler             | Klub                | Tore |
| ---- | ------------------- | ------------------- | ---- |
| 1    | Denis Law           | Manchester United   | 9    |
| 2    | Johan Cruyff        | Ajax Amsterdam      | 6    |
|      | Pierino Prati       | AC Mailand          | 6    |
| 4    | Jozef Adamec        | Spartak Trnava      | 5    |
|      | Valerián Švec       | Spartak Trnava      | 5    |
|      | José Augusto Torres | Benfica Lissabon    | 5    |
| 7    | Gerard Bergholtz    | RSC Anderlecht      | 4    |
|      | Inge Danielsson     | Ajax Amsterdam      | 4    |
|      | Odd Iversen         | Rosenborg Trondheim | 4    |
|      | Ladislav Kuna       | FC Spartak Trnava   | 4    |
|      | Pirri               | Real Madrid         | 4    |

## Eingesetzte Spieler der AC Mailand
| AC Mailand | AC Mailand |
| ---------- | --- |
| AC Mailand | - Tor: Fabio Cudicini (6/-); Villiam Vecchi (1/-) - Abwehr: Angelo Anquilletti (7/-); Roberto Rosato (7/-); Karl-Heinz Schnellinger (7/-); Saul Malatrasi (6/-); Luigi Maldera (4/-); Nello Santin (3/-) - Mittelfeld: Gianni Rivera (7/2); Giovanni Lodetti (7/-); Giovanni Trapattoni (5/-); Giorgio Rognoni (3/-); Romano Fogli (2/-); Nevio Scala (1/-) - Sturm: Pierino Prati (7/6); Kurt Hamrin (6/1); Angelo Sormani (5/3); Lino Golin (1/-); Carlo Petrini (1/-) - Trainer: Nereo Rocco |